# Copa Intercontinental d'hoquei sobre patins masculina 2006
La desena edició de la Copa Intercontinental d'hoquei patins masculina es disputà el dia 1 d'abril de 2006 a Alcoi, País Valencià.
En aquesta edició es disputà directament una final a partit únic entre els vencedors d'Europa i de Sud-amèrica. El campió fou el FC Barcelona.

## Resultats
| FC Barcelona | 8-3 | Olimpia PC |